# Isoperla transmarina
Isoperla transmarina är en bäcksländeart som först beskrevs av Newman 1838.  Isoperla transmarina ingår i släktet Isoperla och familjen rovbäcksländor. Inga underarter finns listade i Catalogue of Life.